# Róża Żarska
Róża Żarska (ur. 15 września 1949 w Żyrardowie, zm. 20 lipca 2011) – polska polityk, radca prawny, adwokat, członkini Trybunału Stanu (2001–2007).

## Życiorys
W 1972 ukończyła studia na Wydziale Prawa i Administracji Uniwersytetu Warszawskiego, uzyskując następnie uprawnienia radcy prawnego.
Pracowała jako doradca ds. prawnych w Polskich Zakładach Optycznych w Warszawie, Warszawskich Zakładach Telewizyjnych i Wyższym Urzędzie Górniczym w Katowicach. W 1989 została wpisana na listę adwokatów i otworzyła własną kancelarię prawną.
Od 1969 do 1972 należała do Stronnictwa Demokratycznego. W 1991 wstąpiła do partii Przymierze Samoobrona (następnie pod nazwą Samoobrona Rzeczpospolitej Polskiej). Zasiadała w jej radzie politycznej. Wielokrotnie była obrońcą Andrzeja Leppera w procesach sądowych. W wyborach do Sejmu 2001 bez powodzenia ubiegała się o mandat posła w okręgu podwarszawskim (otrzymała 2666 głosów), a w wyborach w 2005 o miejsce w Senacie w okręgu radomskim (zajęła trzecie miejsce spośród siedemnastu kandydatów, a do mandatu zabrakło jej niecałe 200 głosów). W latach 2001–2007 zasiadała z ramienia Samoobrony RP w Trybunale Stanu.
W 2006 rzecznik dyscyplinarny warszawskiej adwokatury postawił jej 13 zarzutów naruszenia zasad etyki zawodowej. Następnie lista ta została rozszerzona do 17 zarzutów, spośród których sąd dyscyplinarny uznał ją za winną dokonania 13, karząc naganą i grzywną w wysokości 14 tys. zł.
W sierpniu 2007 odeszła z Samoobrony RP i wycofała się z działalności politycznej. Następnie wróciła do prowadzenia kancelarii adwokackiej. W 2008 weszła w skład rady nadzorczej Podkarpackiego Centrum Hurtowego Agrohurt S.A. w Rzeszowie.